# Santo Domingo de la Calzada
Santo Domingo de la Calzada é um município da Espanha 
na província e comunidade autónoma de La Rioja, de área 40,09 km² com população de 6537 habitantes (2007) e densidade populacional de 151,05 hab/km².

## Demografia
| Variação demográfica de Santo Domingo de la Calzada entre 1991 e 2004 |       |       |       |
| 1991                                                                  | 1996  | 2001  | 2004  |
| 5 490                                                                 | 5 661 | 5 622 | 6 069 |
|                                                                       |       |       |       |